# 플로리안스카문

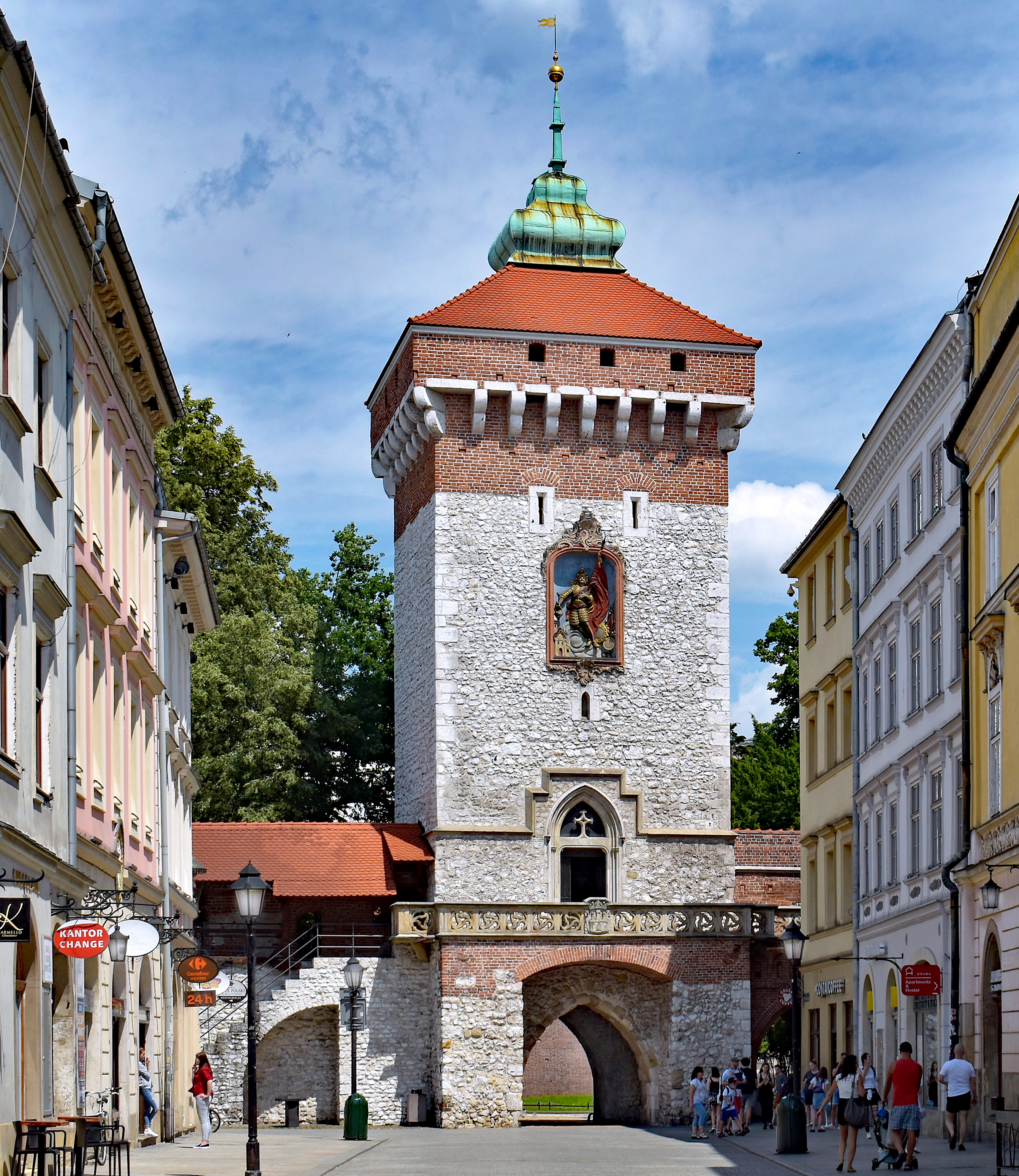
플로리안스카문

플로리안스카문(폴란드어: Brama Floriańska)은 폴란드 마워폴스카주 크라쿠프에 있는 문이자 탑이다. 폴란드 고딕 양식의으로, 크라쿠프 구시가지의 중심이다. 14세기경에 "야생의 돌"로 된 직사각형 고딕 양식의 탑으로 지어졌으며 타타르의 공격에 대항하는 도시 요새의 일부였다.